# Al-Burajdż (Syria)
Al-Burajdż (arab. البريج) – miejscowość w Syrii, w muhafazie Hims. W 2004 roku liczyła 2246 mieszkańców.